# Девід Карстенс
Де́від (Дейв) Ка́рстенс (англ. David Krynauw Enslin Carstens нар. 1 січня 1913 — пом. 6 серпня 1955)  — південноафриканський боксер, Олімпійський чемпіон з боксу у напівважкій вазі (1932).

## Біографія
Народився 1 січня 1913 року в місті Стренд (Західна Капська провінція, Південно-Африканський Союз).
Брав участь в боксерському турнірі на XII літніх Олімпійських іграх 1932 року в Лос-Анжелесі (США). У напівважкій вазі (до 81 кг) почергово переміг Ганса Бергера (Німеччина) та Пітера Йоргенсена (Данія). У фінальному двобої переміг Джино Россі (Італія).
Після закінчення Олімпійських ігор перейшов до професійного боксу, де провів 25 поєдинків, з яких в 11 отримав перемогу, 12 програв і 2 закінчив у нічию.
Помер 6 серпня 1955 року в Йоганнесбурзі, провінція Ґаутенг, Південно-Африканський Союз).